# BMW R 20

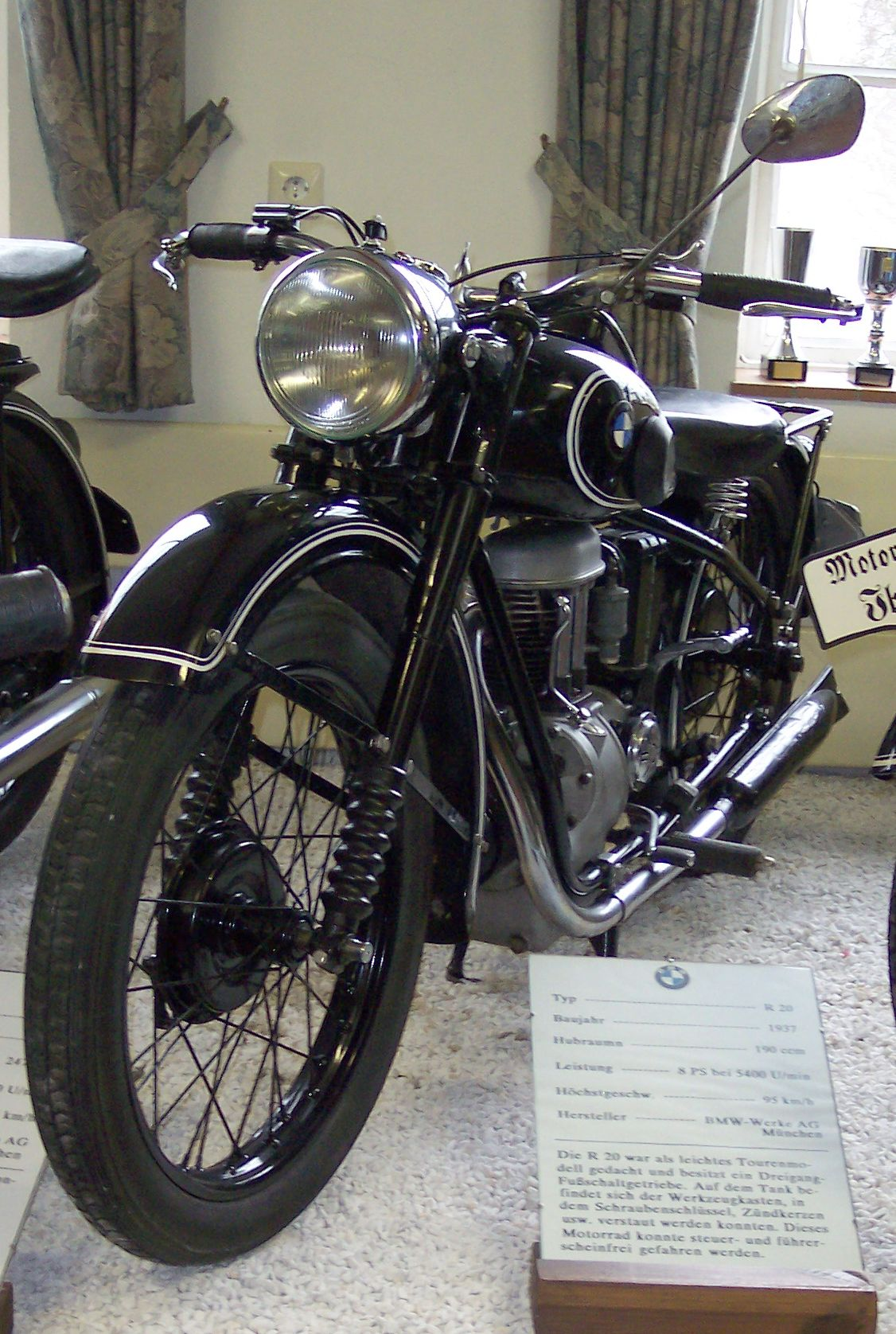
BMW R 20 (1937) im Motorradmuseum Ibbenbüren

Das im Jahr 1937 erschienene BMW-Motorrad-Modell R 20 war das Nachfolgemodell der R 2, und als 200-Kubikzentimeter-Maschine ebenso steuer- und führerscheinfrei zu fahren.

## Geschichte
Die R 20 wurde ab März 1937 gebaut.

### Vermarktung
In der Werbung stellte BMW die R 20 als „sparsame Gebrauchsmaschine mit einfacher Bedienung“ heraus. Der Preis des Motorrades betrug bei der Markteinführung im April 1937 725 Reichsmark im Februar 1938 erfolgte eine Preiserhöhung auf 750 Reichsmark.

## Konstruktionsmerkmale

### Motor
Der Läufer der 6V/50W Lichtmaschine für das Bordspannungsnetz  saß nun direkt auf dem vorderen Kurbelwellenzapfen. Der Unterbrecher der Zündung wurde nun anders als beim Vorgängermodell R 2 vom Kurbelwellenzapfen betätigt. Die Batterie befand sich jetzt hinter dem Getriebe, unterhalb des Fahrersitzes.

### Antrieb
Eine Trockenkupplung und ein wie bislang hand-, aber nun auch fußschaltbares 3-Gang-Getriebe bildeten mitsamt der Antriebswelle den Antrieb.

### Fahrwerk
Das Fahrwerk bestand aus einem verschraubten Rohrrahmen ohne Hinterradfederung.
Das Vorderrad erhielt eine Führung mit Teleskopgabel. Die Vorder- und Hinterradbremse waren dem damaligen Stand der Technik entsprechend als Halbnabenbremsen ausgeführt.

## Technische Daten
| Kenngröße             | Daten der R 20               |
| --------------------- | ---------------------------- |
| Bohrung               | 60 mm                        |
| Hub                   | 68 mm                        |
| Hubraum               | 192 cm³                      |
| Leistung              | 8 PS (5,9 kW) bei 5400 min−1 |
| Höchstgeschwindigkeit | 95 km/h                      |
| Leergewicht           | 130 kg                       |
| Gesamtgewicht         | 330 kg                       |
| Tankinhalt (ltr)      | 12 L                         |